# Hans Lorenz von Versen
Hans Lorenz von Versen (* 27. März 1881 in Treptow an der Rega; † 15. Februar 1931 in Bad Warmbrunn, Niederschlesien) war ein preußischer Landrat in den Kreisen Löbau (1916–1919) und Rosenberg (1920) der Provinz Westpreußen.
Seine Eltern waren Leopold Emanuel Wilhelm Karl Albert von Versen (* 7. November 1841; † 3. Juni 1902) und dessen Ehefrau Elisabeth Josephine von Drigalski (* 16. November 1845; † 7. März 1900). Sein Vater war Oberst a. D. sowie Herr auf Nieder-Gimmel, seine Mutter eine Tochter des Generalleutnants Otto von Drigalski.